# Canton du Robert
Pour les articles homonymes, voir Canton du Robert (homonymie).
Le canton du Robert est une ancienne division administrative française située dans le département et la région de la Martinique.

## Historique
Le canton du Robert est un ancien canton de la Martinique qui, en 1985, est scindé en deux nouveaux cantons : Robert-1-Sud et Robert-2-Nord.

## Géographie
Ce canton était organisé autour du Robert dans l'arrondissement de La Trinité. 

## Administration
| Période | Période | Identité        | Étiquette | Qualité                                          |
| ------- | ------- | --------------- | --------- | ------------------------------------------------ |
| 1945    | 1967    | Paul Symphor    | SFIO      | Maire du Robert (1937-1965) Sénateur (1948-1968) |
| 1967    | 1985    | Emmanuel Lucien | DVD       |                                                  |